# Markus Hillukkala
Marcus Hillukkala, född 1 juli 1987, är en svensk före detta bandyspelare (back).
Hillukkala är fostrad i Oxelösunds IK. Han värvades till Bollnäs GoIF till säsongen 2005/2006. Säsongen 2009/2010 spelade han i Falu BS och 2010/2011 i Ale/Surte BK, innan han till säsongen 2011/2012 gick till Gripen Trollhättan BK, där han stannade i fyra säsonger. Efter att ha tillbringat säsongen 2015/2016 i IFK Kungälv gick han tillbaka till Gripen och spelade där i ytterligare två säsonger. 2019/2020 spelade han för Frillesås BK.